# والت دیویس
والت دیویس (انگلیسی: Walt Davis؛ زادهٔ ۵ ژانویهٔ ۱۹۳۱) ورزشکار پرش ارتفاع و بازیکن بسکتبال اهل ایالات متحده آمریکا بود.
از باشگاه‌هایی که در آن بازی کرده‌است می‌توان به آتلانتا هاکس اشاره کرد.
وی در مسابقات کشوری و بین‌المللی در مجموع برندهٔ ۱ مدال طلا شده‌است.